# Solre-le-Château
Solre-le-Château is een gemeente in het Franse Noorderdepartement (Frans: département du Nord) (regio Hauts-de-France). De plaats maakt deel uit van het arrondissement Avesnes-sur-Helpe. Solre-le-Château telde op 1 januari 2022 1.790 inwoners.

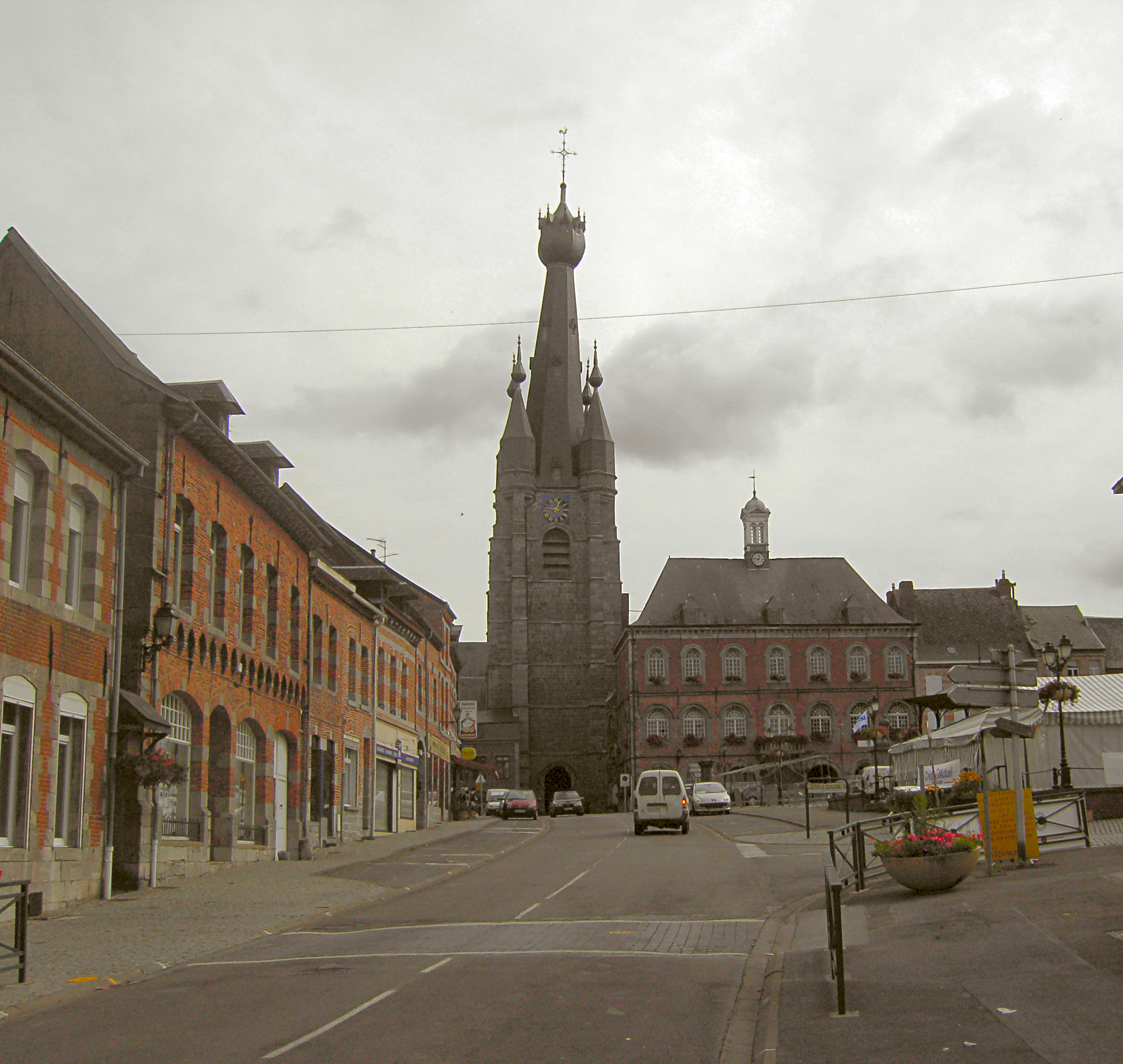
De kerk en het gemeentehuis.

## Bezienswaardigheden
- De gotische Sint-Pieter-en-Pauluskerk is bekend om haar scheve torenspits.
- Het gemeentehuis is een renaissancegebouw uit 1574, dat in 1865 werd getransformeerd: verwijdering van de toegangstrap en de toren, toevoeging van een derde verdieping en een dakruiter.

## Geografie
De oppervlakte van Solre-le-Château bedroeg op 1 januari 2022 13,76 vierkante kilometer; de bevolkingsdichtheid was toen 130,1 inwoners per km².

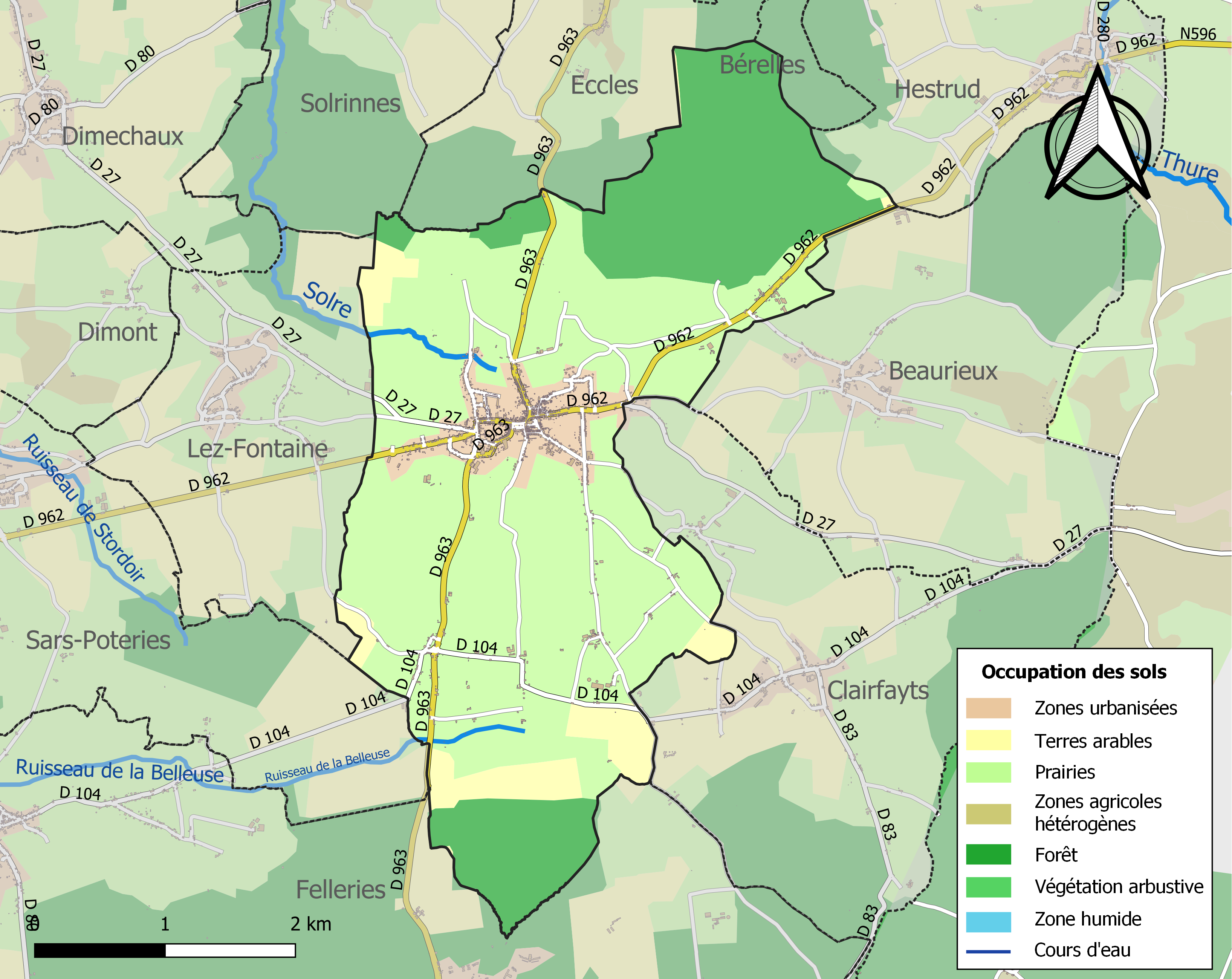
Kaart van de gemeente met belangrijkste infrastructuur, bodemgebruik en omliggende gemeenten

## Demografie
Onderstaande figuur toont het verloop van het inwonertal (bron: INSEE-tellingen).

## Geschiedenis
Solre-le-Château maakte deel uit van het graafschap Henegouwen. Het château in de naam van de gemeente verwijst naar het heerlijk kasteel van Solre. Het dorp en het kasteel werden in 1473 volledig verwoest door Lodewijk van Saint-Pol. De heerlijkheid kwam in 1560 in handen van een tak van het huis Croÿ. Deze tak ging de titel prins van Solre dragen.
Het dorp en het kasteel waren herhaaldelijk de twistappel tussen Frankrijk en Spanje, maar werd bij de Vrede van Nijmegen (1678) definitief bij Frankrijk aangehecht. Het kasteel werd afgebroken in 1793, op het hoogtepunt van de Franse revolutie.